# 磁振子
磁振子是晶格中電子自旋結構集體激發的準粒子。在量子力學的等效波圖中，磁振子可以被看作是量化的自旋波，也就是磁性有序體的動態本徵激發。磁振子攜帶著固定量的能量和晶格動量，是自旋1的準粒子，並且服從玻色子的行為。

## 歷史背景
為了解釋在鐵磁體中自發磁化的減少，磁振子的概念在1930年由費利克斯·布洛赫（Felix Bloch）引入。在絕對零度溫度下，海森堡鐵磁體達到最低能量的狀態，其中所有原子自旋指向相同的方向，因此磁矩也指向相同的方向。隨著溫度升高，越來越多的自旋從原先對準的方向中隨機偏離，使內部能量增加並減小淨磁化強度。如果將零溫度下的完全磁化狀態視為鐵磁體的真空狀態，則具有少量不對準自旋的低溫狀態可以被視為磁振子的氣體。每個磁振子使沿著磁化方向的總自旋減小ħ，並使該方向的磁化強度減小γħ，其中γ是旋磁比。這造成了自發磁化與溫度相關的布洛赫定律：
{\displaystyle M(T)=M_{0}(1-(T/T_{C})^{3/2})}
磁振子的定量理論，也就是量化自旋波，由西奧多·霍爾斯坦（Theodore Holstein），亨利·普里馬科夫（Henry Primakoff）和弗里曼·戴森（Freeman Dyson）做了進一步開發。使用正則量子化方法，他們發現磁振子的表現像有微弱相互作用的準粒子並遵守玻色–愛因斯坦統計，就像玻色子一樣。 相關的綜合探討可以在查爾斯·基泰爾（Charles Kittel）的基礎固態物理學教科書或Van Kranendonk和約翰·凡扶累克（J. H. VAN VLECK）的早期綜述文章中找到。
在1957年伯特倫·布羅克豪斯通過在鐵氧體中的非彈性中子散射直接測得磁振子。 從那時起，在鐵磁體，亞鐵磁體和反鐵磁體中也都檢測到了磁振子。
磁振子遵守玻色–愛因斯坦統計的事實在20世紀60年代到80年代期間進行的光散射實驗得到證實。古典理論預測斯托克斯線和反斯托克斯線的強度相等。然而，散射實驗結果顯示，如果磁能能量相近於或小於熱能，或 {\displaystyle \hbar \omega <k_{B}T}，則斯托克斯線變得比反斯托克斯線更強烈，和從玻色–愛因斯坦統計中計算出來的結果吻合。1999年東京工業大學的二国徹郎等人在低溫的反鐵磁物質中證明了磁振子的玻色–愛因斯坦凝聚，而2006年3月明斯特大學應用物理研究所的S. O. Demokritov等人則是在室溫的鐵氧體中證明了磁振子的玻色–愛因斯坦凝聚 。2013年8月內藤忠一等人報導了通過表面電漿共振可產生自旋電流。

## 特性
磁振子的行為可以透過各種散射技術來研究。 磁振子的行為就如同沒有化學勢的玻色氣體。微波泵浦可用來激發自旋波並產生額外的非平衡磁振子，非平衡磁振子熱化後會形成聲子。磁振子在臨界密度下會形成冷凝物，並發射單色的微波。這種微波源的狀態可以由改變外加磁場強度來調整。

## 參閱
- 磁力學（英语：Magnonics）
- 荷斯坦-普里馬科夫轉換（英语：Holstein-Primakoff transformation）
- 自旋泵浦效应（英语：Spin pumping）
- 自旋霍爾效應（英语：Spin Hall effect）